# Miss Globo Internacional
Miss Globo Internacional é um concurso de beleza feminino de nível internacional que, apesar de incerto, existe desde 1925. O certame foi registrado na Bureau of Patents and Trademarks of Washington D.C. em 1973 por Charlie See. Desde então recebeu diversos nomes e desde 2010 existem dois concursos distintos porém como o mesmo nome, o concurso em questão, realizado entre a Turquia e países limítrofes e o Miss Globo. Em recente descoberta do site especializado em misses Angelopedia junto ao detentor da enciclopédia Pageantopolis, Donald West, foi detectado que houve uma fraude proposital por parte dos organizadores do concurso em afirmar suas ganhadoras desde 1925, quando de fato, não ocorria.

## Vencedoras
Para ver o desempenho das brasileiras neste concurso, vá até Miss Brasil Globo

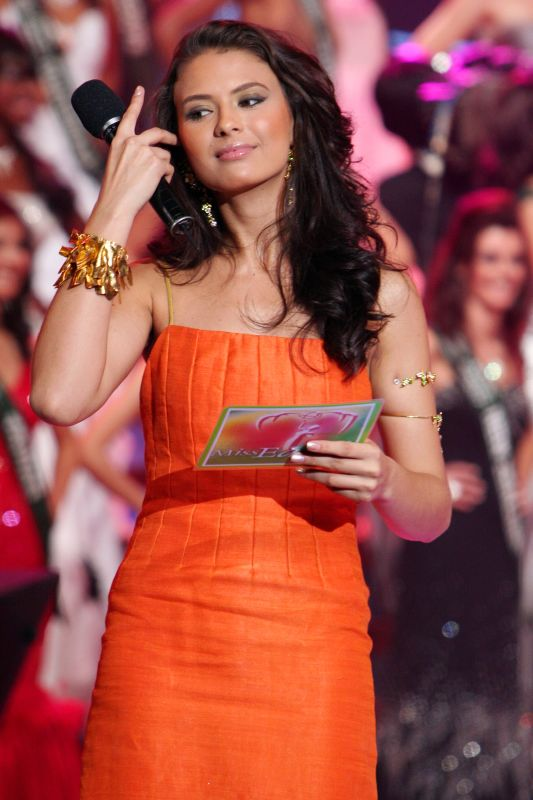
A brasileira Priscilla Meirelles, detentora do título internacional de 2003. Primeira de seu País a conquistar o feito.

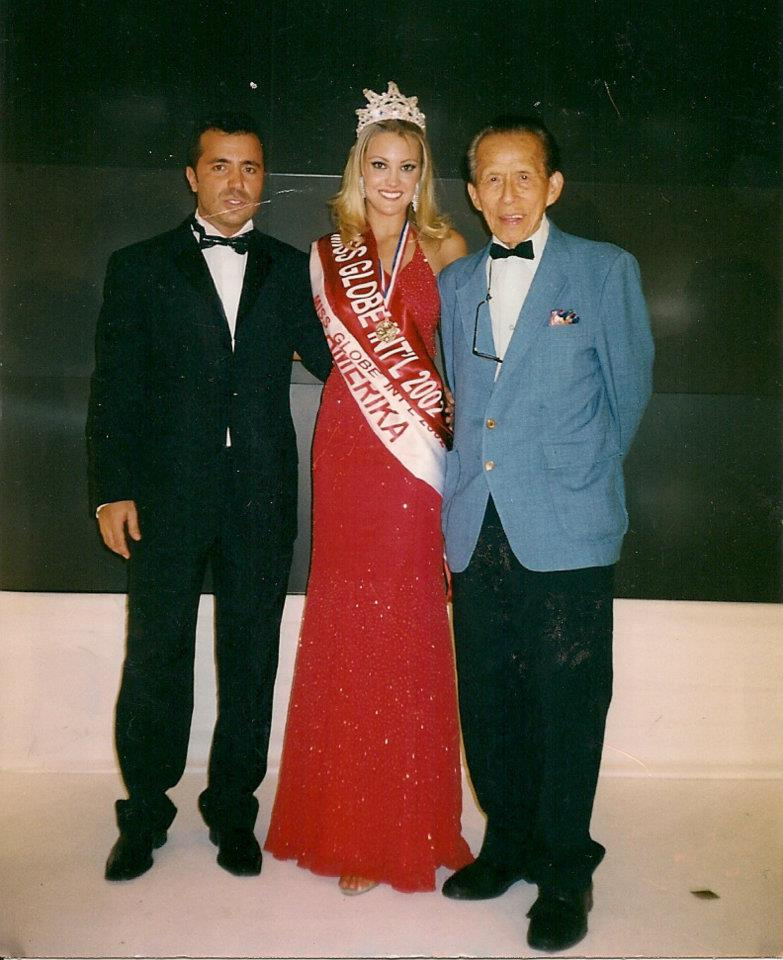
A norte-americana Jennifer Schooler, vitoriosa da edição de 2002 ao lado dos organizadores do concurso da época.

| Ano  | Vencedora            | País             | Ref.   | Local     | Número de Candidatas |
| ---- | -------------------- | ---------------- | ------ | --------- | -------------------- |
| 2013 | Esma Voloder         | Austrália        | [ 1 ]  | Bacu      | 53                   |
| 2012 | Jakelyne Oliveira    | Brasil           | [ 2 ]  | Famagusta | 41                   |
| 2011 | Nina Elise Fjalestad | Noruega          | [ 3 ]  | Famagusta | 41                   |
| 2010 | Yenifer Solís Durán  | Espanha          | [ 4 ]  | Girne     | 40                   |
| 2009 | Samah Gahfaz         | Argélia          | [ 5 ]  | Durrës    | 47                   |
| 2008 | Almeda Abazi         | Albânia          | [ 6 ]  | Tirana    | 37                   |
| 2007 | Helen Silva          | Brasil           | [ 7 ]  | Tirana    | 40                   |
| 2006 | Viviana Ramos        | Venezuela        | [ 8 ]  | Sarandë   | 41                   |
| 2005 | Lucia Liptáková      | Eslováquia       | [ 9 ]  | Tirana    | 41                   |
| 2004 | Kristina Slavinskaya | Rússia           | [ 10 ] | Durrës    | 44                   |
| 2003 | Priscilla Meirelles  | Brasil           | [ 11 ] | Antália   | 34                   |
| 2002 | Jennifer Schooler    | Estados Unidos   | [ 12 ] | Istambul  | 18                   |
| 2001 | Maricar Balagtas     | Filipinas        | [ 13 ] | Istambul  | 28                   |
| 2000 | Joan Carolina        | Venezuela        | [ 14 ] | Girne     | 29                   |
| 1999 | Jana Tairova         | Turcomenistão    | [ 15 ] | Istambul  | 34                   |
| 1998 | Karin Laasmäe        | Estônia          | [ 16 ] | Istambul  | 37                   |
| 1997 | Petra Hlaváčková     | República Tcheca | [ 17 ] | Istambul  | 40                   |
| 1996 | Kimberly Lawrence    | Estados Unidos   | [ 18 ] | Istambul  | 41                   |
| 1995 | Minna Mäki-Kalafrom  | Finlândia        | [ 19 ] | Istambul  | 42                   |
| 1994 | Skye-Jilly Edwards   | Austrália        | [ 20 ] | Istambul  | 40                   |
| 1993 | Polina Vikhovskaya   | Rússia           | [ 20 ] | Istambul  | 33                   |
| 1992 | Laura V. Rafael      | Argentina        | [ 21 ] | Aspendos  | 26                   |
| 1991 | inna Kuukka          | Finlândia        | [ 21 ] | Aspendos  | 31                   |
| 1990 | Yormery Ortega       | Venezuela        | [ 21 ] | Bursa     | 26                   |
| 1989 | Karina Berger        | Suíça            | [ 21 ] | Foça      | 35                   |
| 1988 | Yajaira Roldán       | Venezuela        | [ 21 ] | Bodrum    | 29                   |

## Conquistas

### Por País
| País             | Títulos | Vitórias               |
| Venezuela        | 4       | 1988, 1990, 2000, 2006 |
| Brasil           | 3       | 2003, 2007, 2012       |
| Austrália        | 2       | 1994, 2013             |
| Rússia           | 2       | 1993, 2004             |
| Estados Unidos   | 2       | 1996, 2002             |
| Finlândia        | 2       | 1991, 1995             |
| Noruega          | 1       | 2011                   |
| Espanha          | 1       | 2010                   |
| Argélia          | 1       | 2009                   |
| Albânia          | 1       | 2008                   |
| Eslováquia       | 1       | 2005                   |
| Filipinas        | 1       | 2001                   |
| Turcomenistão    | 1       | 1999                   |
| Estônia          | 1       | 1998                   |
| República Tcheca | 1       | 1997                   |
| Argentina        | 1       | 1992                   |
| Suíça            | 1       | 1989                   |

## Ligações Externas
- Site do Concurso (em inglês)
- FanPage do Concurso (em inglês)